# 유초인
유초인(劉楚人, ? ~ 기원전 94년)은 전한 중기의 제후로, 치천의왕의 손자이다.

## 생애
원수 3년(기원전 120년), 평망후(平望侯)에 봉해졌다.
태시 3년(기원전 94년)에 죽으니 시호를 원(原)이라 하였고, 아들 유광이 작위를 이었다.

## 출전
- 사마천, 《사기》 권21 건원이래왕자후자연표
- 반고, 《한서》 권15상 왕자후표 上

| 선대 아버지 평망의후 유상 | 전한의 평망후 기원전 120년 ~ 기원전 94년 | 후대 아들 평망경후 유광 |